# Sesamia stictica
Sesamia stictica là một loài bướm đêm trong họ Noctuidae.